# Alto Piquiri
Pour les articles homonymes, voir Alto (toponymie).
Alto Piquiri est une municipalité brésilienne située dans l'État du Paraná.